# Colonia del Sacramento
Colonia del Sacramento, vaak afgekort tot Colonia, is een stad in het zuidwesten van Uruguay, bij de Río de la Plata, tegenover Buenos Aires in Argentinië. Het is de oudste stad van het land, en de hoofdstad van het departement Colonia .

## Geschiedenis
Colonia del Sacramento werd in 1680 gesticht door de Portugezen. Later werden die bevochten door de Spanjaarden, die zich hadden gevestigd op de tegenoverliggende oever in Buenos Aires. Het gezag over de kolonie bleef wisselen door toedoen van verdragen als het Verdrag van Madrid in 1750 en het Verdrag van San Ildefonso in 1777, totdat het in handen bleef van de Spanjaarden. Toen veranderde het weer naar Portugees gezag, en later naar dat van de Brazilianen in 1816, toen de gehele oostelijke oever (Banda Oriental) van Uruguay onderworpen was door de regering van Rio de Janeiro. Later werd het deel van het onafhankelijke Uruguay.
De stad is in oostelijke richting uitgebreid, maar het oorspronkelijke gedeelte wordt nog steeds gekenmerkt door haar ongestructueerde, op het terrein aangepaste stratenplan, dat opgezet is door de Portugezen, tegenover de bredere calles in het Spaanse gebied.
De historische delen van Colonia del Sacramento zijn benoemd door UNESCO tot Werelderfgoed.

## Inwonertal
In 2011 had Colonia del Sacramento 26.231 inwoners.
| Jaar | Inwoners |
| ---- | -------- |
| 1908 | 8.021    |
| 1963 | 12.846   |
| 1975 | 17.046   |
| 1985 | 19.102   |
| 1996 | 22.200   |
| 2004 | 21.714   |
| 2011 | 26.231   |

## Geboren in Colonia
- Alberto Suppici (1898-1981), voetballer en trainer
- Rodrigo Bentancur (1997), voetballer

## Galerij

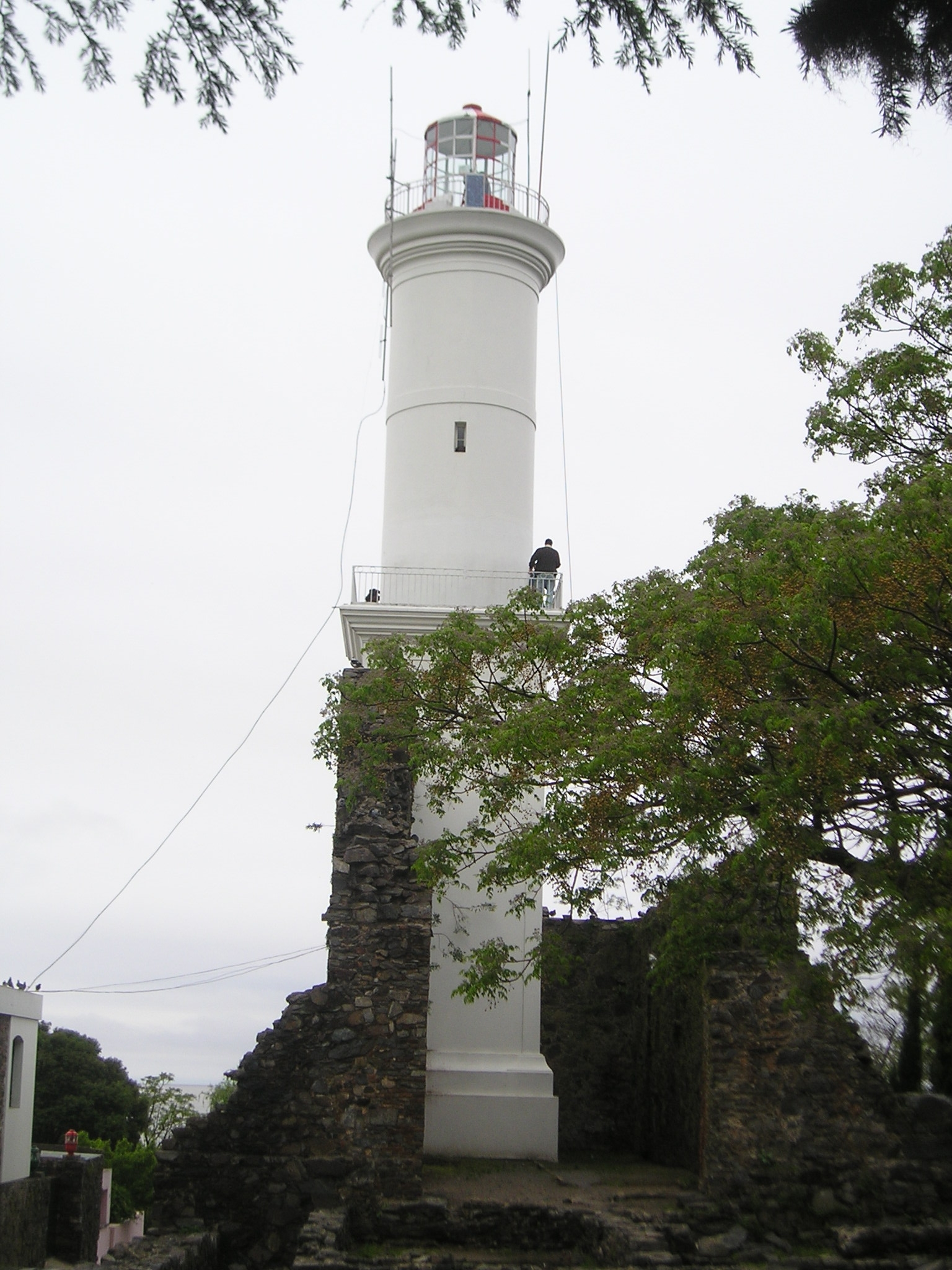
Vuurtoren
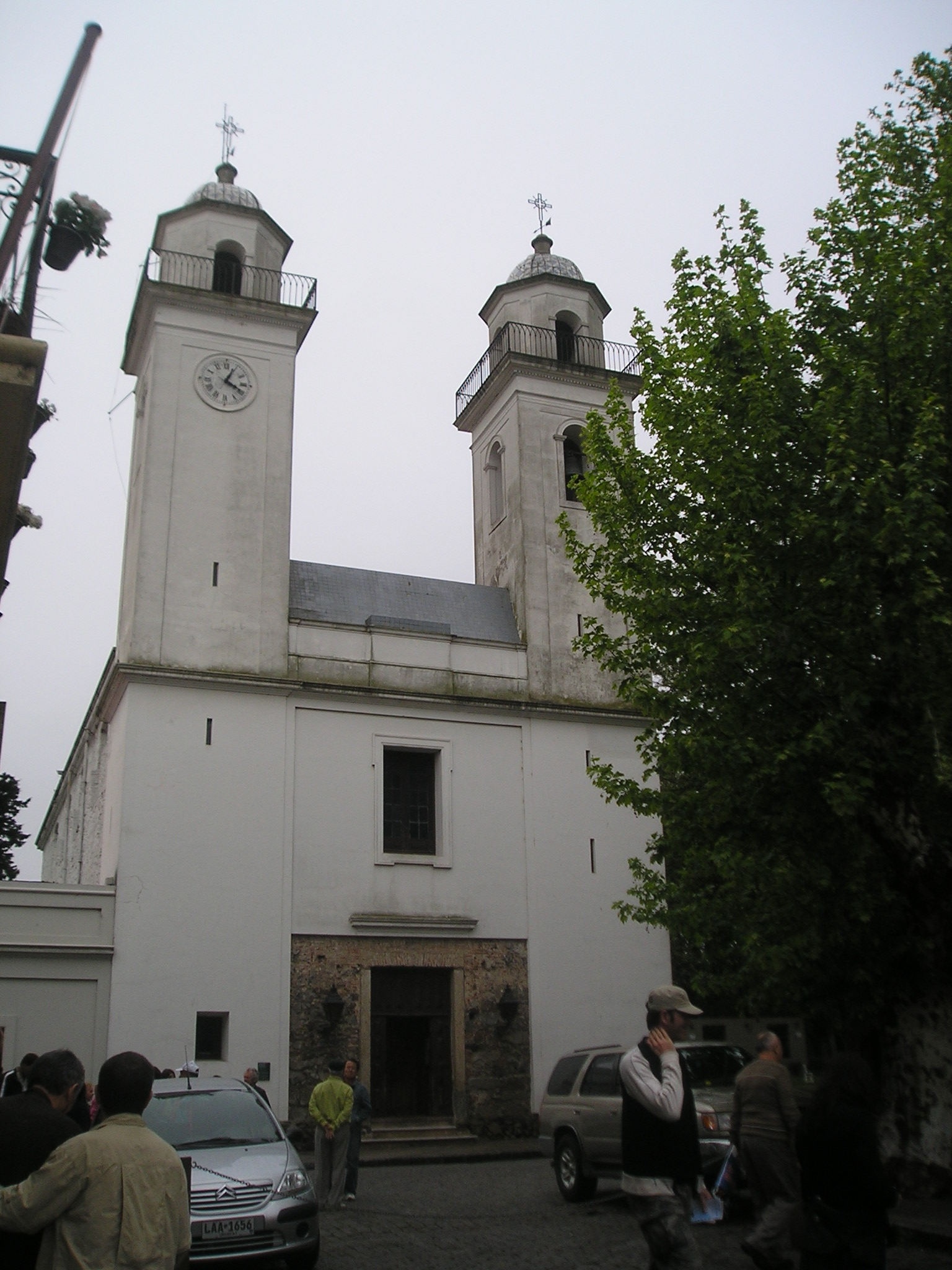
Basiliek Santísimo Sacramento

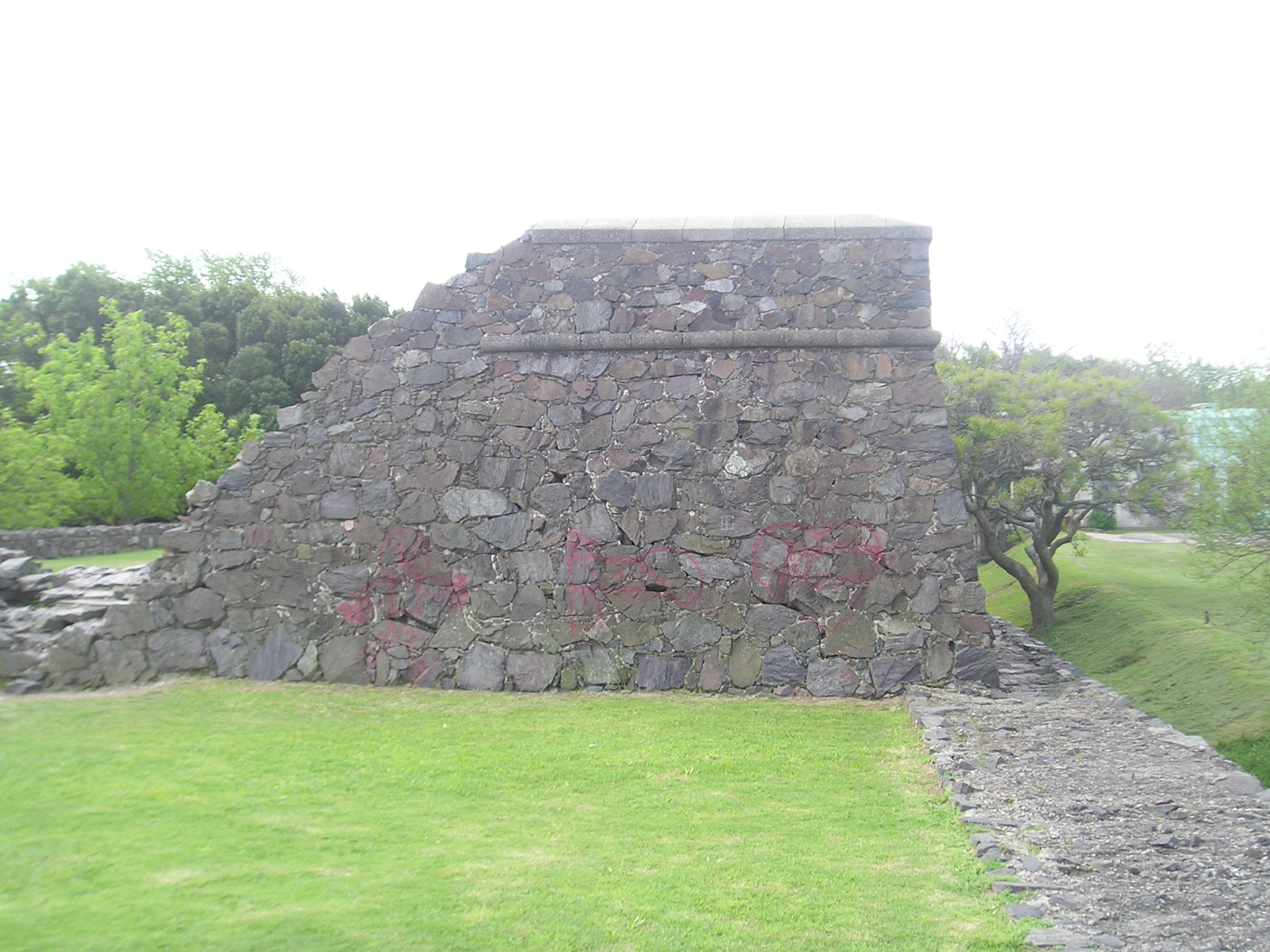
Bastion San Miguel
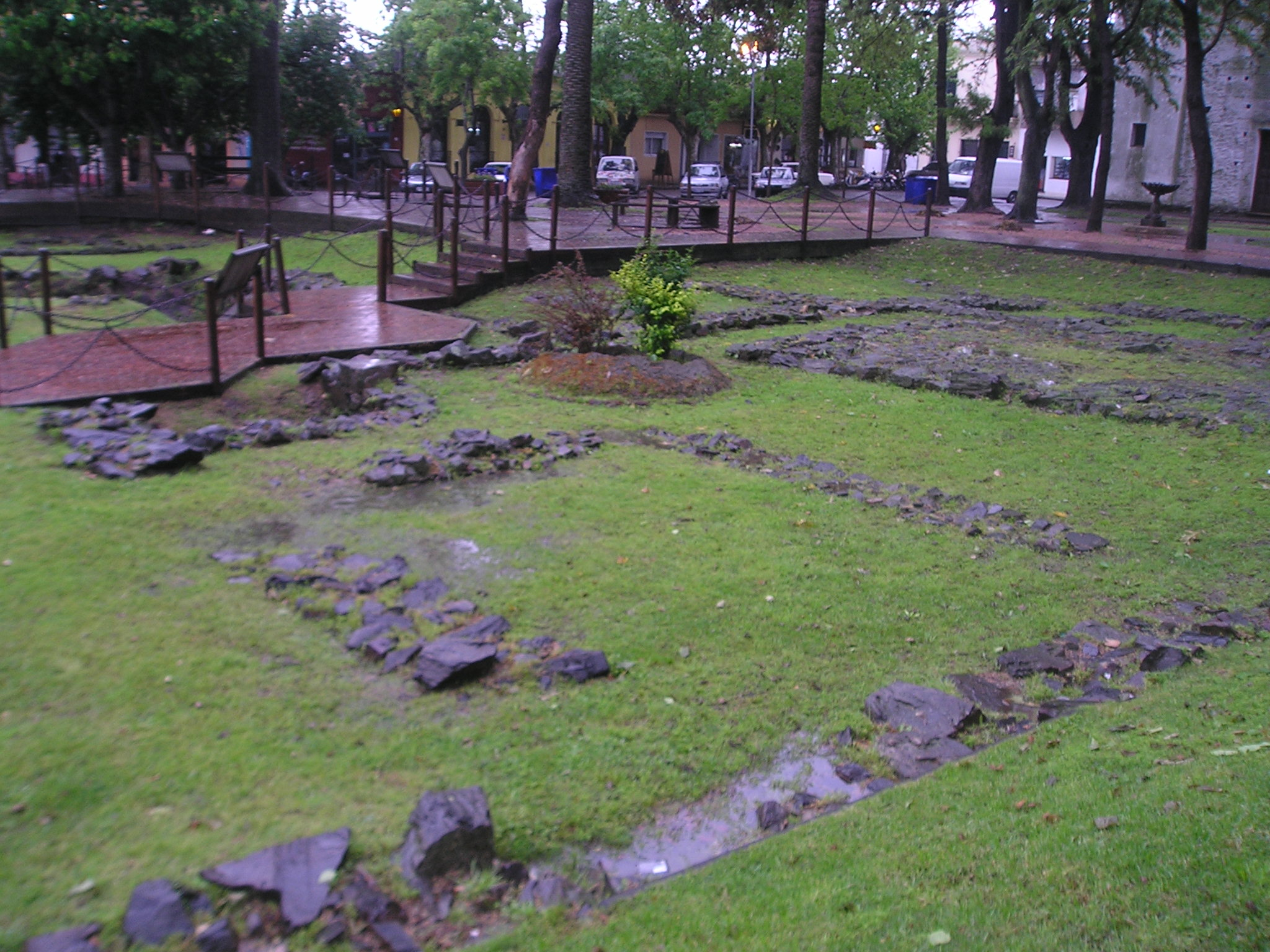
Ruïnes van het gouverneurshuis

- Bibliothèque nationale de France: cb13616753s (data)
- Gemeinsame Normdatei: 4590406-6
- Library of Congress Control Number: n81144571
- MusicBrainz: 56138136-26d9-450a-b7fd-fc5eb071f5b4
- National Archives and Records Administration: 10037860
- Nationale Bibliotheek van Israël: 987007566820805171
- Virtual International Authority File: 133133927
- WorldCat: E39PBJqFPhfDXXpdwt3xcDjXBP